# 二十六人團
二十六人團（Vigintisexviri；單數. vigintisexvir）是在羅馬共和国低階長官（magistratus minores）團體，字面意思是“二十六人”。
二十六人團包括六个部分：
1. triumviri capitales：三名官员，负责治安工作；
2. triumviri monetales：三名官员，掌管贵金属开采和铸币；
3. quatuorviri viarum curandarum)：四名官员，负责罗马城內公路的维护；
4. curatores viarum：兩名官员，负责罗马附近城外的公路维护；
5. 十人委員會（decemviri stlitibus iudicandis）：由十人组成，负责制定法律，他们有权决定奴隶和自由人的身份；
6. praefecti Capuam Cumas：四名官员，负责在康培尼亞（Campania）執法。

在元首制期間，屋大维取消了兩位管理道路的官吏以及四位派驻康培尼亞的官员，變二十六人團為二十人團（vigintiviri）。
在罗马共和国时期，二十六人團常常作为元老的后代开始公职生涯，进入晉升體系的墊腳石。凱撒曾經擔任管理道路的官吏curator viarum，他在任期间修復了亞壁古道。可是，在公元13年，元老院通過了元老院議決，限制減少的二十人團於騎士經濟階級。